# Rémire-Montjoly
Rémire-Montjoly is een gemeente in Frans-Guyana. De gemeente telde 27.037 inwoners op 1 januari 2022. De gemeente bestaat uit de plaatsen Rémire and Montjoly. Het bevindt zich ten zuidoosten van de hoofdstad Cayenne. De twee voormalige dorpen zijn sinds de tweede helft van de 20e eeuw snel verstedelijkt en vormen een voorstad van Cayenne. De stranden van Montjoly zijn erg in trek bij de bevolking van Cayenne. Dégrad des Cannes, de belangrijkste haven van Frans-Guyana, bevindt zich in Rémire.

## Plaatsen

### Rémire
Rémire is een van de oudste koloniale nederzettingen van Frans-Guyana. Het was van oorsprong een inheems dorp van de Kari’na-indianen. Vanaf 1634 vestigden er zich jezuïeten en werden er suikerrietplantages begonnen.
In 1867 werd er onder leiding van ingenieur Lallouette een kanaal gegraven, van enkele meren in de bergen van Rorata naar Cayenne, om de stad van drinkwater te voorzien
In het estuarium van de Mahury werd de Dégrad des Cannes gebouwd, de voornaamste handelshaven van Frans-Guyana.

### Montjoly
Montjoly (4° 55′ NB, 52° 16′ WL) werd gesticht in 1903 en hier werden vluchtelingen van de uitbarsting van de Mont Pelée op Martinique gehuisvest.

### Résidence Arc-en-ciel
Résidence Arc-en-ciel (ook BP 134; 4° 54′ NB, 52° 17′ WL; Nederlands: regenboogresidentie) is een Braziliaans dorp in de gemeente. Het dorp is in 1992 gesticht door inheemse Karipuna do Amapá uit Brazilië. Andere Brazilianen en inheemse volken volgden, en in 2006 werd de bevolking geschat op 3.250 tot 4.000 personen. De sloppenwijk is gesloopt en in 2017 begon een stadsvernieuwingsproject.

### Salines de Montjoly
Salines de Montjoly (4° 55′ NB, 52° 16′ WL) is een voormalige zoutziederij aan het strand van Montjoly. Het is omringd door stedelijke bebouwing, maar wordt veelvuldig bezocht door trekvogels en zeeschildpadden. In 1985 werd het een beschermd natuurgebied.

### Habitation Vidal
Habitation Vidal (4° 52′ NB, 52° 18′ WL) is een voormalige suikerplantage van de Vidal familie. Tussen 1815 en 1819 werd 60 hectare grond ingepolderd. Het was een van de grootste en modernste landbouwondernemingen van de kolonie. De plantage beschikte over twee molens met stoommachines, en een muilezelmolen. In 1848 werd de slavernij afgeschaft en raakte de plantage in verval. De plantage werd in 1880 verlaten.

### Fort Diamant
Fort Diamant (4° 52′ NB, 52° 15′ WL) is een kustartillerie gebouwd in 1848 om Cayenne te beschermen tegen aanvallen van zee. Het fort is gebouwd met basalt blokken en bakstenen en heeft twee meter brede muren. Het fort is verlaten nadat het geen militaire waarde meer had, en raakte in verval. In 1980 heeft het fort monumentenstatus gekregen en is gerestaureerd.

## Sport
Het lokale voetbalteam is ASC Rémire en speelt in de Division d'Honneur. Het voetbalstadion is Stade Municipal Dr. Edmard Lama en heeft een capaciteit van 1.500 bezoekers.

## Demografie
Rémire-Montjoly had 6.773 inwoners in een gebied van 46,11 km² in 1982, maar is fors gestegen naar 26.358 inwoners in 2019.

## Galerij

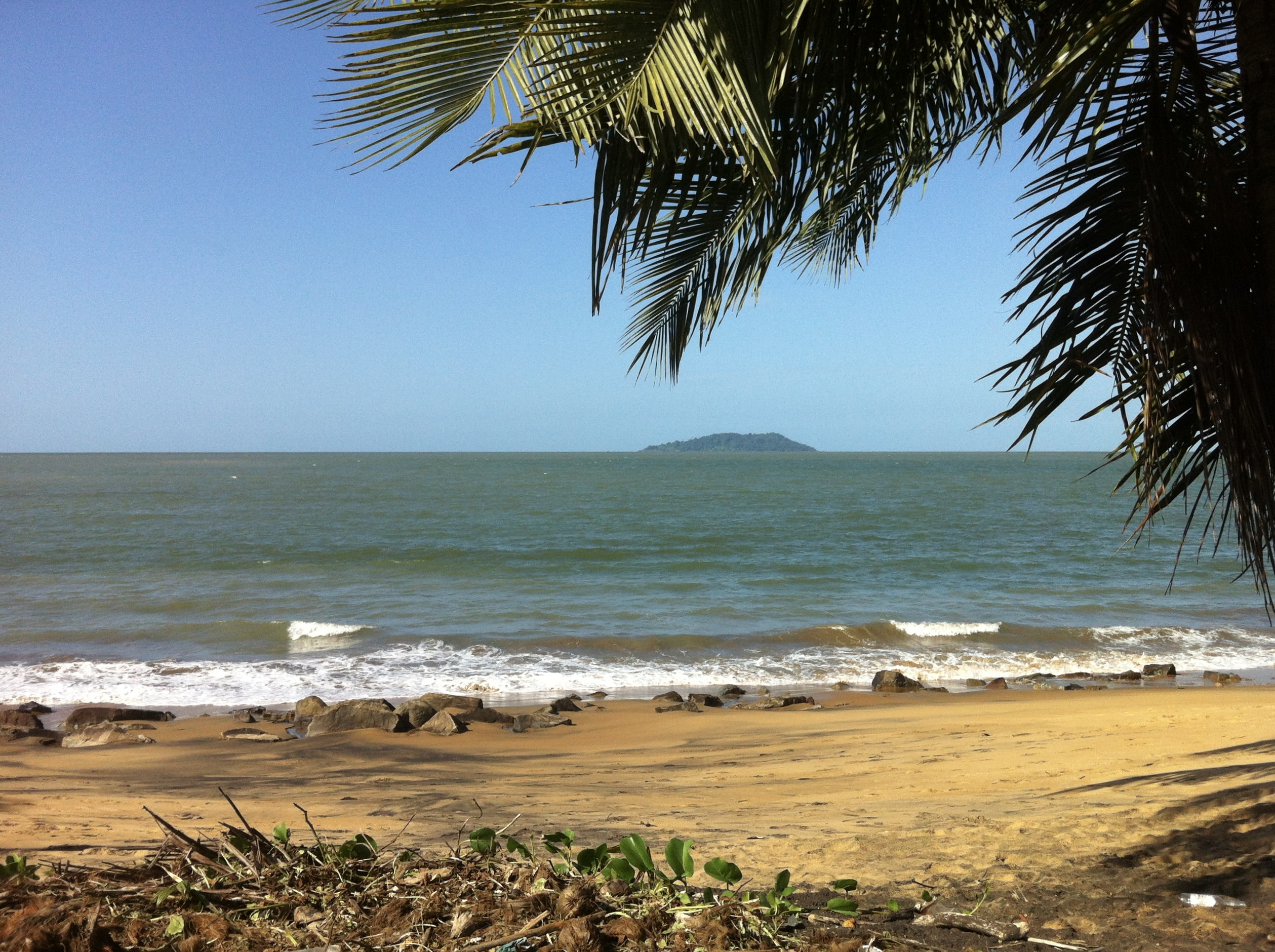
Strand
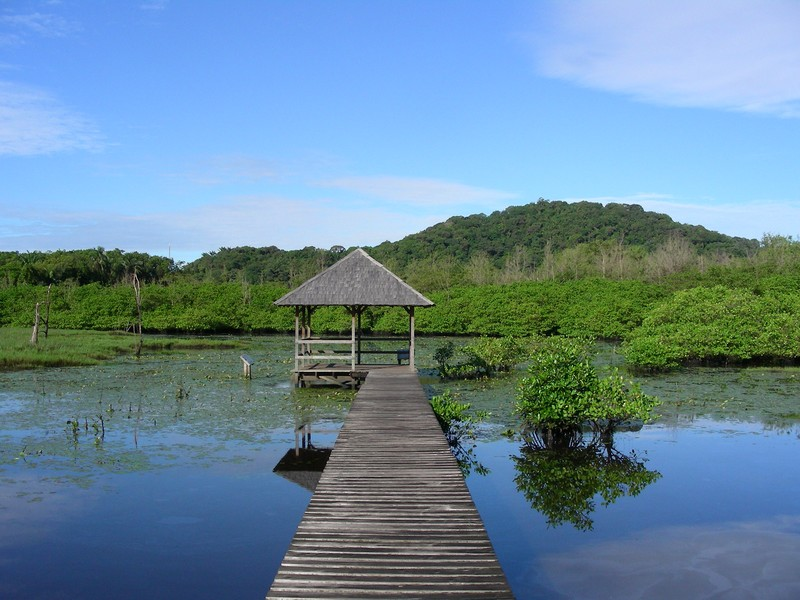
Salines de Montjoly
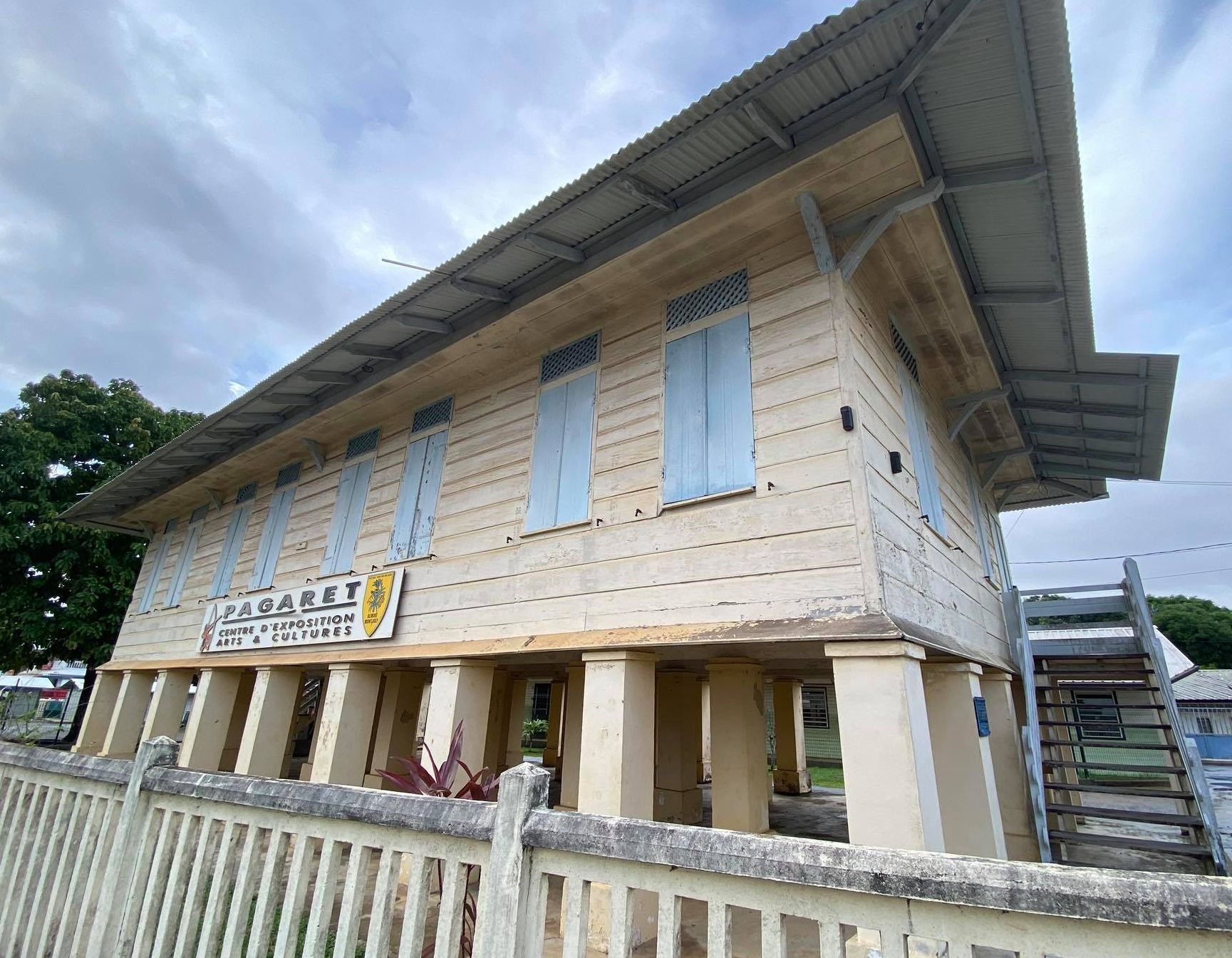
Pagaret, kunst en expositiecentrum
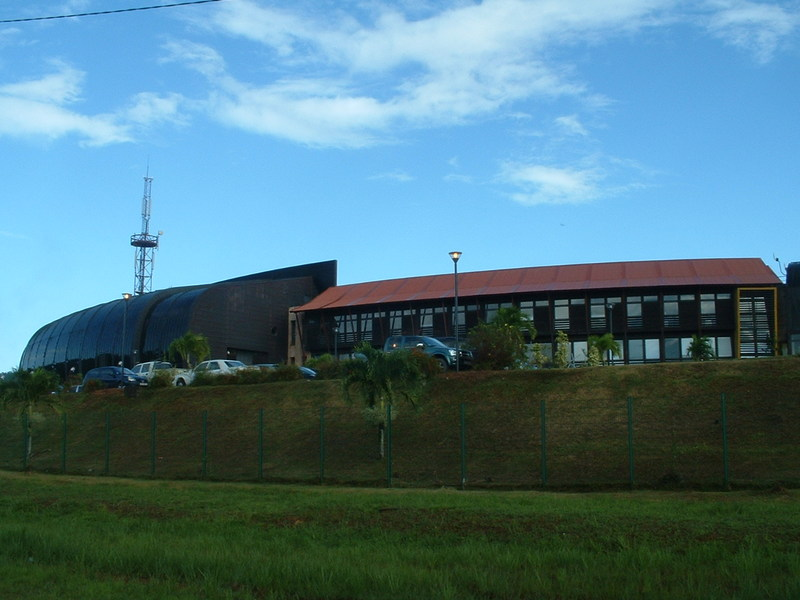
Hoofdkantoor van televisie- en mediastation Guyane la 1ère